# Dutch International Indoors
Il Dutch International Indoors è stato un torneo femminile di tennis che si disputava ad Amsterdam nei Paesi Bassi su campi in sintetico indoor.

## Albo d'oro

### Singolare
| Anno | Campionessa     | Finalista       | Punteggio     |
| ---- | --------------- | --------------- | ------------- |
| 1980 | Hana Mandlíková | Virginia Ruzici | 5-7, 6-2, 7-5 |

### Doppio
| Anno | Campionesse                   | Finalista                      | Punteggio |
| ---- | ----------------------------- | ------------------------------ | --------- |
| 1980 | Hana Mandlíková / Betty Stöve | Mima Jaušovec / Joanne Russell | 7-6, 7-6  |